# Boty’s
Boty’s war ein französischer Hersteller von Automobilen.

## Unternehmensgeschichte
Das Unternehmen begann 1907 mit der Produktion von Automobilen. Der Markenname lautete Boty’s. Im gleichen Jahr endete die Produktion bereits wieder.

## Fahrzeuge
Das Unternehmen stellte zweisitzige Kleinwagen her. Für den Antrieb sorgte ein Einzylindermotor mit 6,2 PS Leistung. Das Modell wurde auch bei Autorennen eingesetzt. Ein Fahrzeug erzielte den 16. Platz beim Coupe des Voiturettes im Jahre 1907.